# Government Relations
Der Begriff Government Relations (Abk. GR, englisch wörtlich Regierungsbeziehungen) bzw. Regierungspflege bezeichnet eine Form des Lobbyismus.
Anders als die eher an Public Relations orientierten Public Affairs (PA) ist GR auf die direkte Interaktion mit dem Gesetzgeber ausgerichtet und arbeitet an der Schnittstelle zwischen Politik, Wirtschaft und Gesellschaft. Das kann sich bis zur kommunalen Ebene erstrecken. Zu den Aufgaben von Government Relations Professionals, so beschreibt es beispielsweise das von Dwight D. Eisenhower 1954 in Washington, D.C. als Gegenorganisation zu den Gewerkschaften ins Leben gerufene Public Affairs Council (PAC), gehöre es, politische Entscheidungsträger über Themen zu informieren, die eigene Geschäftsleitung bzw. Kunden auf legislative Risiken und Chancen hinzuweisen und sich durch Lobbyarbeit dafür einzusetzen, dass die jeweiligen Ansichten Eingang in politische Debatten bzw. deren Ergebnisse finden.
Auch wenn es in der Europäischen Union u. a. von Lobbygruppen eine Definition für Government Relations gibt, ist das Konzept jedoch insbesondere in den USA breitflächig etabliert und wird von den verschiedensten Akteuren eingesetzt. Die Spanne reicht dabei von Institutionen wie dem Zusammenschluss der Gouverneure der Bundesstaaten (National Governors Association, NGA) bis hin zu Beratungsagenturen. Die Etablierung reicht so weit, dass es selbst in Bildungseinrichtungen explizite Karriereprofile für diese Tätigkeit gibt.